# Röhrichtpflanze

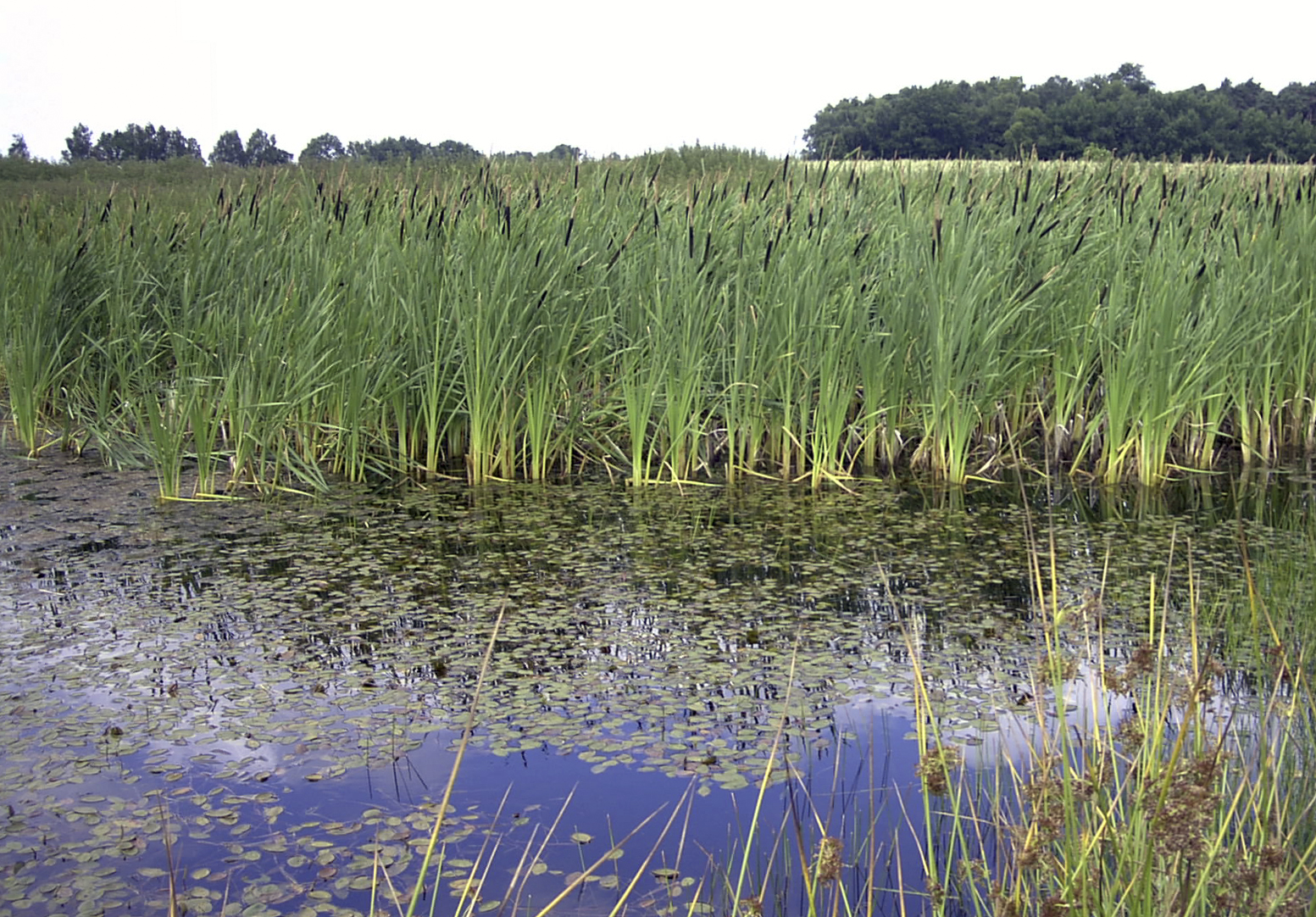
Röhricht aus Breitblättrigem Rohrkolben

Als Röhrichtpflanzen wird eine Untergruppe der Sumpfpflanzen bezeichnet, die an Gewässerufern bis in etwa 1,5 m Wassertiefe vordringen. Unter den am Ufer wachsenden (litoralen) Sumpfpflanzen sind wenige Arten wie Teich-Schachtelhalm (Equisetum fluviatile) und Gewöhnliche Teichbinse (Schoenoplectus lacustris) imstande, auch unter Wasser zu assimilieren, die meisten Arten wurzeln zwar im flachen Wasser, sind aber zur Assimilation auf den Luftraum angewiesen, ihre Blätter gehen bei Überflutung zugrunde. Sie gehören deshalb nicht zu den Wasserpflanzen.
Viele Röhrichtpflanzen können durch kräftige Rhizome dichte Bestände, die Röhrichte, bilden. Diese sind oft Einartbestände, gelegentlich mischen sich wenige Arten. Röhrichtpflanzen können an Land (terrestrisch) wachsen, sie dringen in der Uferzone von Gewässern in geschlossenen Röhrichten bis zu einer Wassertiefe von 1,2 bis 2 Meter vor. Lockere, schüttere Bestände dringen etwas weiter in uferferne Bereiche vor, aber selten über 3 Meter Wassertiefe. Ausgedehnte Bestände sind daher auf flache Gewässer und Flachufer beschränkt. Selten können dichte Rhizommatten aufschwimmen und dann sogar schwimmende Inseln ohne Bodenkontakt aufbauen.
Die konkurrenzstärkste Pflanzenart im Röhricht ist das Schilfrohr (Phragmites australis), das durch die ausgeprägte vegetative Vermehrung großflächige Reinbestände bildet. Unter bestimmten Voraussetzungen, wie Nährstoffreichtum, wechselnder Wasserstand oder stärkere Strömung, können auch Arten wie beispielsweise Breitblättriger Rohrkolben (Typha latifolia), Schmalblättriger Rohrkolben (Typha angustifolia), Wasser-Schwaden (Glyceria maxima), Ästiger Igelkolben (Sparganium erectum) und Rohr-Glanzgras (Phalaris arundinacea) dominante Röhrichtbestände bilden (alle Beispiele sind auch in Mitteleuropa häufig vorkommende Arten).
Im Klassifikationsschema des tschechischen Vegetationskundlers Slavomil Hejný, der die Wasser- und Uferpflanzen in zehn ökologische Gruppen einteilte, werden die Röhrichtpflanzen als Arundophyten bezeichnet. Diese Bezeichnung wird aber nur selten verwendet.